# Lorenzo de Orella y Ugalde
Lorenzo de Orella y Ugalde (San Sebastian (Guipúscoa), finals segle XVI- Illa de Joló (Filipines), 1645), fou un militar de l'Imperi espanyol.
Va passar de capità a les Filipines, al primer terç del segle xvii. Quan el benemèrit governador d'aquelles illes Sebastián Hurtado de Corcuera va decidir, el 1637, abatre el poder del sultà de Mindanao, enemic enverinat de la dominació espanyola i flagell cruent dels filipins pacífics, va marxar a aquesta illa emportant-se un bon cop de tropa, una de les columnes del qual, va posar sota la conducta del ja ben reputat capità Orella Ugalde. Va ser aquest, en efecte, un dels que més i amb més intrepidesa van barallar, aconseguint no pocs èxits, en un dels quals va estar a punt de morir, a causa dels dos trets rebuts en lluita amb la morisma.
Ascendit més tard a sergent major i nomenat governador de Joló, allà es trobava, amb només un grapat de soldats, quan va ser atacat, a mitjan 1645, per les forces de dos navilis holandesos en combinació amb més de 2.000 joloans que manava Salicala, príncep hereu de Joló. Tres dies va durar el combat, durant els quals el governador i els seus, que eren molt pocs, es van comportar amb tal heroïcitat, que després de posar en dispersió als holandesos, l'almirall dels quals van matar, obligant-los a reembarcar i llevar àncores, van derrotar completament a les forces de Salicala.
Va ser aquest un dels fets d'armes més brillants que registra la història filipina. Dies després, Orella Ugalde, inspeccionant les defenses del fort on la seva petita guarnició es refugiava, va caure de la muralla i va morir a resultes del desgraciat accident.